# Würflau
Würflau ist ein Ortsteil der Ortschaft Elsnigk der Gemeinde Osternienburger Land im Landkreis Anhalt-Bitterfeld in Sachsen-Anhalt, (Deutschland).

## Geographische Lage
Das Dorf liegt etwa zwei Kilometer südöstlich von Osternienburg und etwa einen Kilometer südlich von Elsnigk.

## Geschichte
Die erste urkundliche Erwähnung von Würflau erfolgte im Jahr 1370 im Lehnbuch der Dompropstei Magdeburg als Worpleve. Der Name ist möglicherweise slawischen Ursprungs. Vor 1602 war Würflau wahrscheinlich für einige Zeit unbewohnt.
Am 1. Oktober 1961 wurde die bis dahin eigenständige Gemeinde Würflau nach Elsnigk eingemeindet.

## Verkehr
Am östlichen Rand des Dorfes führt eine Straße vom nördlich gelegenen Elsnigk nach Süden die beim Scheuderschen Gasthof die Bundesstraße 185 kreuzt.
Der Ort verfügt über keinen Bahnanschluss.